# Luis Vernet

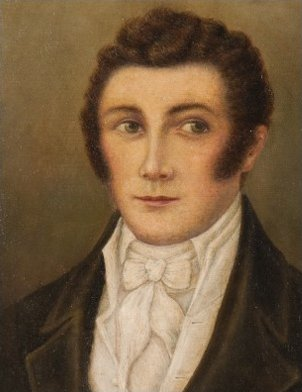
Porträt: Luis Elias Vernet.
(gemalt von seiner Tochter Luisa)

Luis Elias Vernet (* 6. März 1791 in Hamburg; † 17. Januar 1871 in San Isidro, Argentinien) war ein Kaufmann aus einer Hugenottenfamilie. Als erster argentinischer Inselkommandant auf den Falklandinseln gründete er dort 1829 mit einer Gruppe von Briten und Deutschen eine Kolonie. Seine Bemühungen, mit einer permanenten Siedlung die eigenen wirtschaftlichen Interessen und die argentinischen Hoheitsansprüche auf den Falklandinseln umzusetzen, fanden international keine Anerkennung und wurden 1831 durch eine militärische Intervention der USA zunichtegemacht.

## Biografie

### Familie & Jugendjahre
Luis Elias Vernet (auch Louis Elie Vernet) wurde am 6. März 1791 in Hamburg geboren. Seine Vorfahren waren Hugenotten, die 1685, vermutlich aus Avignon, zunächst nach Belgien geflohen waren und sich dann in Hamburg niederließen. So trat sein Großvater Pierre Antoine Vernet 1727 in den Hamburger Nexus ein. Seine Eltern waren der Tabak- und Teehändler Jacques Vernet (* 1730;† 1813) und María Vernet. Seine Brüder waren Peter Alexander, Emilio und Federico.
Mit 14 Jahren, im Jahr 1805, wurde er von seinem Vater zur Handelsfirma Buck und Krumbhaar nach Philadelphia geschickt. Dort wurde er Kaufmann. Er unternahm Reisen nach Portugal, Brasilien und Hamburg.

### Auswanderung nach Südamerika

Die Vereinigten Provinzen des Río de la Plata um 1821

Als die Regierung der USA eine diplomatische Kommission entsandte, um mit den erst seit kurzem unabhängigen Vereinigten Provinzen des Río de la Plata Kontakt aufzunehmen, war auch Luis Vernet mit dabei auf der Fregatte USS Congress, die im Februar 1818 Montevideo (damals zu Brasilien gehörig) und Buenos Aires anlief. Für ihn war es eine Handelsreise. Er blieb dort und organisierte Schiffstransporte, die zur brasilianischen Küste und weiter zum Hamburger Hafen gingen.
Zusammen mit dem in Montevideo ansässigen Conrado Rücker († 1866, Hamburg) betrieb er bis 1821 eine Handelsfirma. Rücker war auch sein Trauzeuge, als er am 17. August 1819 María Saez Pérez (* 1800; † 1858) aus Montevideo heiratete. Mit ihr hatte er sieben Kinder: Luis Emilio, Luisa, Sofía, Malvina (* 1830; † 1924), Gustavo, Carlos und Federico.
Etwa 100 km südlich von Buenos Aires am Río Salado, der damals die Grenze zu den noch nicht kolonisierten Gebieten darstellte, betrieb Vernet eine Estanzia, auf der er verwilderte Rinder einfing und schlachtete.

### Griff nach den Falklandinseln
Ende 1819 lernte Vernet den Hauptmann Jorge Pacheco (* 1761 in Buenos Aires; † 1832) kennen. Pacheco war ein verarmter Kriegsveteran mit guten Beziehungen. Vernet lieh ihm Geld. Weil bis April 1820 die Schulden auf insgesamt 2.000 Pesos aufliefen und Pacheco praktisch bankrott war, schlossen die beiden einen Vergleich. Pacheco, der seinerseits Gläubiger über 100.000 Pesos der wohl zahlungsunfähigen oder -unwilligen Regierung in Buenos Aires war, verpflichtete sich die Hälfte dessen, was er von der Regierung erhalten würde, an Vernet abzugeben. Im Gegenzug war Vernet auch bereit, solange es notwendig sein sollte, für den Unterhalt der Familie Pachecos zu sorgen.
Pacheco war der Schwager von Bernardo Bonavia, einem ehemaligen spanischen Gouverneur der Falklandinseln, der sich der Unabhängigkeitsbewegung angeschlossen hatte. Wohl über diese Verbindung erhielt Vernet detaillierte Kenntnisse über das Falklandarchipel. Im August 1823 schlossen Vernet und Pacheco einen weiteren Vertrag zur gemeinsamen wirtschaftlichen Erschließung der Ostfalkland-Insel. Pacheco, als verdienter Veteran und mit seinen guten Verbindungen, sollte bei der Regierung Nutzungsrechte beantragen und Vernet mit der Hälfte an den zukünftigen Erträge beteiligen. Um die gewünschten exklusiven Nutzungsrechte zu erhalten, bot Pacheco in Absprache mit Vernet an, auf der Insel Gebäude zu bauen, die der Regierung für die Einrichtung einer Verwaltung dienen könnten. Noch im selben Monat wurde ihm per Beschluss mitgeteilt, dass die Regierung nicht befugt sei, irgendwelche Privilegien oder Eigentumsrechte an der Insel zu vergeben, dass ihm aber die Erlaubnis gewährt würde sich zur Insel zu begeben und sie zu nutzen.
Vernet und Pacheco gewannen den englischen Kaufmann Robert Schofield als Partner, der sich mit 7.500 Pesos am Unternehmen beteiligte und zwei Schiffe kaufte, den Schoner „Rafaela“ und die Brigg „Fenwick“. Anfang Februar erreichte die Expedition unter der Führung von Pablo Areguati mit 26 Gauchos Port Louis auf Ostfalkland. Im März 1824 wurde auch die Brigg „Antelope“ zur Insel ausgesandt. Aber schlecht ausgerüstet und unter andauernden Versorgungsproblemen leidend, scheiterte der Versuch, eine permanente Siedlung einzurichten. Bis zum August kehrten alle wieder nach Buenos Aires zurück.
Ende 1825 gründete Vernet zusammen mit einigen Freunden eine neue Gesellschaft in der Absicht, noch einmal eine Expedition zu starten und Pachecos Nutzungsrechte aufzukaufen. Anfang Juni 1826, mitten im Winter, kam er zum ersten Mal und begleitet von 25 Gauchos auf den verschneiten Falklandinseln an. Sein Geschäft bestand darin, verwildertes Rindvieh einzufangen, zu schlachten und die so erhaltenen Produkte zu verkaufen.

### Die Inselkommandantur

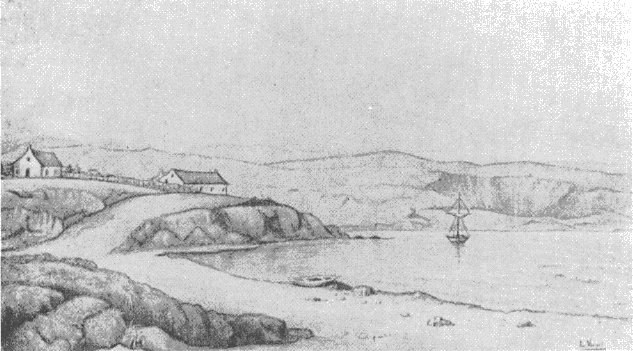
Puerto Luis um 1829–1831
(Gemälde der Tochter Luisa, nach einer Zeichnung des Bruders Emilio)

Am 5. Januar 1828 wandte sich Vernet an die Regierung in Buenos Aires, um ein Kolonisierungsprojekt vorzuschlagen und die dazu notwendigen Privilegien zu erhalten. Die Regierung stimmte noch am selben Tag zu und gestattete ihm, dass er innerhalb von drei Jahren eine Kolonie einrichten könne, um dann einen Großteil von Ostfalkland und die etwa 400 km südwestlich davon gelegene Isla de los Estados zu nutzen. Zudem erhielt er die Fischereirechte entlang der südamerikanischen Küste südlich des Río Negro und 20 Jahre Steuerfreiheit für das Projekt. Um nicht mit britischen Hoheitsansprüchen in Konflikt zu geraten, wandte er sich auch an den britischen Konsul in Buenos Aires, der ihm schließlich seine Zustimmung gab, weil es sich bis dahin nur um ein rein privates Unternehmen handelte.
Auf Betreiben von Vernet richtete die Regierung in Buenos Aires im Juni 1829 per Dekret den Verwaltungsbezirk „Comandancia politica y militar en la Isla de Soledad y las islas adyacentes al Cabo de Hornos en el océano Atlantico“ (Politische und militärische Kommandantur auf Ostfalkland und den zum Kap Hoorn benachbarten Inseln im Atlantischen Ozean) ein und ernannte ihn zum Inselkommandanten.
Noch im selben Monat startete Vernet eine Expedition nach Falkland. Er charterte die Brigg Betsy, die unter der Flagge der USA fuhr. Die Ladung bestand aus einer Herde Merinoschafe, einer Ausrüstung für eine Schmiede, wichtigen Lebensmitteln wie Fleisch, Pökelfleisch, Maniok-Mehl, Kräuter, Salz etc. sowie aus vier Kanonen und 50 Gewehren mit Munition. Die Waffen hatte er von der Regierung überlassen bekommen. Begleitet von seiner Frau, seinen bis dahin drei Kindern Emilio, Luisa und Sofía und mit einigen britischen, deutschen und holländischen Familien (ca. 40 Personen) übersiedelte er nach Port Louis.

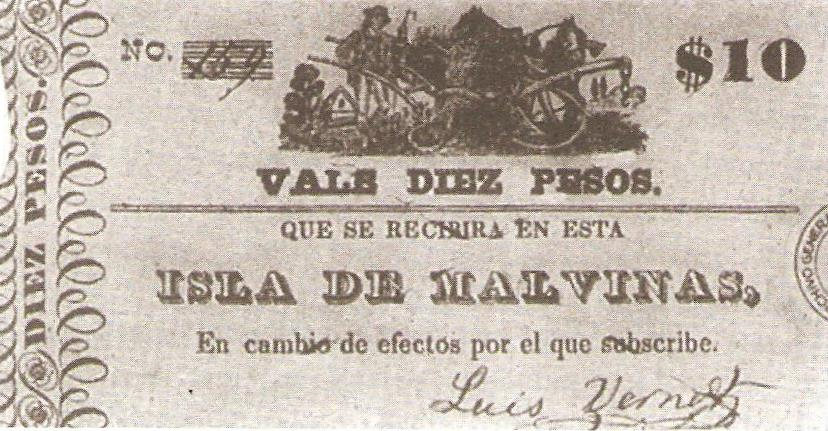
10 Peso Geldschein von 1829, herausgegeben von Luis Vernet

Am 23. August 1829 konstituierte er seine Kommandantur mit einer Proklamation, in der er die Falklandinseln für die „República de Buenos Aires“ formell in Besitz nahm. Die Briten sahen darin einen Eingriff in die eigene Souveränität und protestieren förmlich dagegen. Auch bei dieser Gelegenheit suchte Vernet den Kontakt zu den Briten und bot an, dass er bereit sei, seine Kolonie unter britische Hoheit zu stellen.

Die Falklandinseln wurden Vernets neue Heimat. Am 5. Februar 1830 wurde ihm eine Tochter geboren, die er Malvina taufte in Anlehnung an den spanischen Namen der Falklandinseln (Islas Malvinas). Ein englischer Marineoffizier berichtete über ihn: 

„Der Gouverneur, Luis Vernet, empfing mich mit Herzlichkeit. Er ist ein gebildeter Mann und spricht mehrere Sprachen. Sein Haus ist lang und niedrig, mit sehr dicken Steinmauern. Ich fand darin eine gute Bibliothek mit spanischen, deutschen und englischen Büchern. Bei Tisch war die Unterhaltung sehr lebhaft. Abends hatten wir Musik und Tanz. Im Zimmer stand ein großes Klavier. Frau Vernet, eine Argentinierin, sang hervorragend einige Arien von Rossini. Wie seltsam klang das hier auf den Falklandinseln, wo wir nur ein paar Robbenfänger vorzufinden erwarteten.“

Traditionell wurden die Falklandinseln immer wieder von britischen und nordamerikanischen Robben- und Walfängerschiffen aufgesucht, die dort auf Jagd gingen. Sie ignorierten Vernets Autorität und Wirtschaftsmonopol. Für die Briten waren die Inseln eigenes Hoheitsgebiet und für die USA Niemandsland. So kam es schließlich zum Konflikt. 1831 brachte Vernet drei Schiffe aus den USA auf, die Harriet, Superior und Breakwater. Zwei der Schiffe konnten wieder entkommen und alarmierten die eigene Regierung. Am 7. November 1831 verließ Vernet Port Louis auf der Harriet mit den gefangenen Seeleuten und mit seiner Familie in Richtung Buenos Aires. Bald darauf, im Dezember, intervenierten die USA. Die Fregatte USS Lexington lief die Falklandinseln an. Es wurden 7 Gefangene genommen und 13 schwarze Sklaven Vernets befreit. Diese, sowie 26 Siedler (darunter eine deutsche Familie), die die Reisemöglichkeit nutzten, wurden nach Montevideo gebracht. Zurück blieben nur Vernets Gauchos und einige Charrúas-Indianer. Damit war das Siedlungsprojekt gescheitert. Vernet kehrte nie wieder zu den Falklandinseln zurück.

### Post-Falkland-Ära
Vernet blieb in Buenos Aires. Er beschäftigte sich mit chemischen Experimenten und erfand unter anderem ein Mittel, um Häute zu konservieren und vor Würmern zu schützen. 1841 wurde ihm darauf ein Patent erteilt. Weil Häute das wichtigste Exportgut für Argentinien waren, machte er damit sehr gute Geschäfte.
1852 reiste Vernet nach London, um eine Entschädigung für seine Verluste auf den Falklandinseln zu erreichen, denn die Briten hatten im Januar 1833 die Falklandinseln besetzt und ihm die Rückkehr verweigert. Er reklamierte zehn Häuser, eine Reihe speziell trainierte Pferde für seine Gauchos und weitere bewegliche Güter, mit Zinsen im Wert von insgesamt 28.000 Pfund. Es wurden ihm schließlich 2400 Pfund angeboten, wovon 550 Pfund einbehalten werden sollten, um das von ihm in Umlauf gebrachte Papiergeld zu decken, das immer noch auf der Insel zirkulierte. Unter Protest und deprimiert durch den Tod seiner Frau akzeptierte er dann 1858 das Angebot und verzichtete auf weitere Ansprüche. Danach kehrte er nach Buenos Aires zurück.
Luis Vernet starb am 17. Januar 1871 in San Isidro, Provinz Buenos Aires.

### Posthumes Gedenken

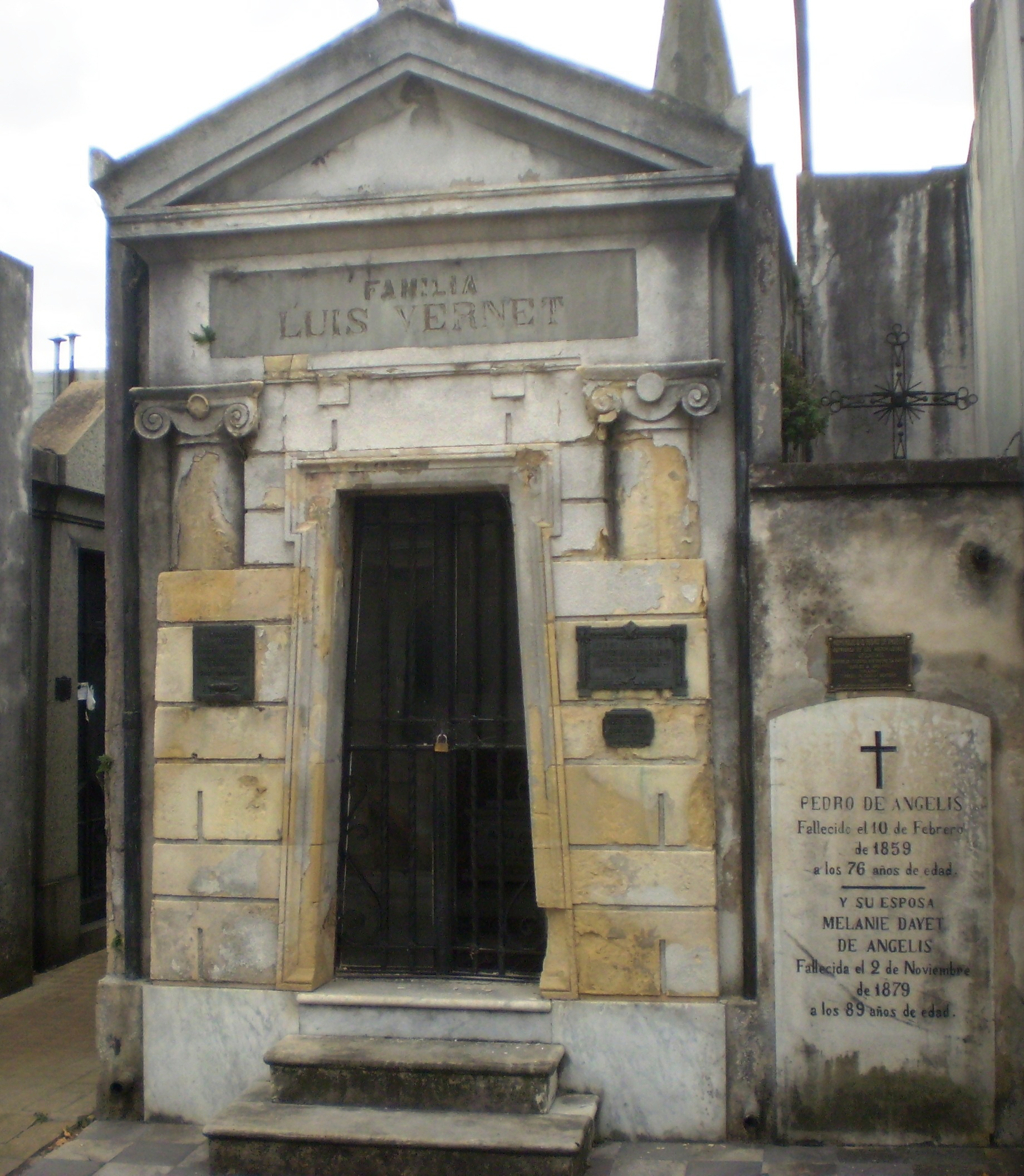
Mausoleum der Familie Luis Vernet.

Luis Vernet ist eine umstrittene Person, die je nach politischer oder nationaler Richtung anders bewertet wird. So wird Vernet in Argentinien einerseits praktisch als nationaler Held gesehen, mit dessen Wirken noch heute die Hoheitsansprüche auf die Falklandinseln bekräftigt werden und andererseits als „vaterlandsloser“ Kaufmann, weil er nur aus Eigeninteresse gehandelt hätte und auch mit den Briten paktierte. Die Vereinigten Staaten bezichtigten ihn 1831 der Piraterie. Für Großbritannien war er damals nur ein Unternehmer, der die Falklandinseln wirtschaftlich erschloss.